# Megalosoma athesinum
Megalosoma athesinum är en mångfotingart som beskrevs av Fedrizzi 1877. Megalosoma athesinum ingår i släktet Megalosoma och familjen knöldubbelfotingar. Inga underarter finns listade i Catalogue of Life.